# Neftçi Peşəkar Futbol Klubu 2012-2013
Questa voce raccoglie le informazioni riguardanti il Neftçi Peşəkar Futbol Klubu nelle competizioni ufficiali della stagione 2012-2013.

## Rosa
Fonte:
| N. |                               | Ruolo | Calciatore       |
| -- | ----------------------------- | ----- | ---------------- |
|    | Azerbaigian (bandiera)        | P     | Emil Balayev     |
|    | Svizzera (bandiera)           | P     | Johnny Leoni     |
|    | Serbia (bandiera)             | P     | Saša Stamenković |
|    | Brasile (bandiera)            | D     | Bruno Bertucci   |
|    | Brasile (bandiera)            | D     | Dênis            |
|    | Azerbaigian (bandiera)        | D     | Kərim Diniyev    |
|    | Macedonia del Nord (bandiera) | D     | Igor Mitreski    |
|    | Azerbaigian (bandiera)        | D     | Tərlan Quliyev   |
|    | Azerbaigian (bandiera)        | D     | Mahir Şükürov    |
|    | Azerbaigian (bandiera)        | D     | Elvin Yunuszadə  |
|    | Russia (bandiera)             | D     | Samir Jusifov    |
|    | Azerbaigian (bandiera)        | C     | Araz Abdullayev  |
|    | Azerbaigian (bandiera)        | C     | Elşan Abdullayev |

| N. |                         | Ruolo | Calciatore         |
| -- | ----------------------- | ----- | ------------------ |
|    | Cile (bandiera)         | C     | José Luis Cabión   |
|    | Brasile (bandiera)      | C     | Flavinho           |
|    | Azerbaigian (bandiera)  | C     | Cavid İmamverdiyev |
|    | Azerbaigian (bandiera)  | C     | Kanan Manafov      |
|    | Paraguay (bandiera)     | C     | Éric Ramos         |
|    | Azerbaigian (bandiera)  | C     | Rəşad Sadıqov      |
|    | Cile (bandiera)         | A     | Nicolás Canales    |
|    | Azerbaigian (bandiera)  | A     | Emin Mehtiyev      |
|    | Uzbekistan (bandiera)   | A     | Bahodir Nasimov    |
|    | Azerbaigian (bandiera)  | A     | Kamil Nurəhmədov   |
|    | Azerbaigian (bandiera)  | A     | Mirhüseyn Seyidov  |
|    | Sierra Leone (bandiera) | A     | Julius Wobay       |